# Lunds SK
Lunds SK, LSK är en sportklubb i Lund, bildades 1930.

## Historia
Lunds SK har alltid haft en förankring i Norra Lund och verksamheten har varit förlagd till Smörlyckans IP tidigare Norra Idrottsplatsen.
Klubben hade från början både handboll och friidrott jämte fotboll på programmet. Under flera år var också Lunds SK Lundamästare i handboll där man mötte LUGI HF och H 43.
Fotbollen har alltid varit huvudgrenen även om Lunds SK spelade i blygsamma sammanhang fram till 70-talet. Storhetstiden inträffade under sista delen av 1970-talet då Lunds SK avancerade från Div 5 till Div 3 på två år. Under dessa år hade klubben också framgångar i Svenska cupen. Div 3 sejouren blev endast 3 år beroende på att klubben inte ville köpa sig framgångar för pengar som inte fanns. 

## Fotboll
Säsongen 2014 spelade Lunds SK:s herrlag i division fem och deras damlag i division 2. Herrlagets stora stjärna var Ola Hagberg som bland annat varit proffs i estniska FC Levadia. En annan stjärna i truppen var Bnar Akram med meriter från Lunds BK och Malmö FF. Bnar har även varit uttagen till det kurdiska landslaget vid ett antal tillfällen.[källa behövs] Under oktober 2013 värvades Ola Olsson från Åsums BK, en spelare med meriter från Mjällby AIF:s Ungdomsakademi och Sölvesborgs GIF.